# Walkure Romanze 少女騎士物語
《Walkure Romanze 少女騎士物語》是日本成人遊戲製作公司Ricotta於2011年10月28日發售的美少女遊戲。日语简称ワルロマ。2013年10月25日發售Fan disc《Walkure Romanze More&More》（ More&More）。2014年9月26日發售《Walkure Romanze Re:tell》（ Re:tell）。2015年4月24日發售《Walkure Romanze Re:tell II》（ Re:tell II）。2015年8月25日Ricotta授權給宇峻奧汀製作發售《少女騎士物語 Tous Les Jours》。

## 故事簡介
主人公水野貴弘過去在日本的馬上長矛比武中所向披靡，於是為了測試自己的實力而到了國外留學進而參加更多大賽。在一次的大會中意外的受傷而導致敗北，而後也從馬上長矛比武引退，轉修騎士輔助人員。今年又再次到了將近大賽的時期，與眾多少女騎士的相遇，水野貴弘將以輔助員的身份支持著她們奪得大會優勝。

## 登场人物
※配音員：PC遊戲版／DRAMA CD、電視動畫

### 主要人物
水野貴弘
聲：無／山下誠一郎
故事的男主角。
溫佛特學園從者科的二年級生。自小時候開始即在日本以青少年馬上長矛比武比賽中無敗之姿，譽為天才騎士。為了測試自己的實力而前往發源地的歐洲留學，並在無數的大會中取得優勝。
然而於前幾年的大會決賽中，因受到嚴重的傷勢所留下的後遺症而無法繼續比賽，放棄騎士的道路而轉為從者，憑藉長年騎士的經驗以及優秀的觀察力，能夠很好的判斷對手與馬的狀態，雖然作為從者幾乎沒留下什麼實績，但隱藏的才能受到蘇利亞、諾埃爾、茜、凱爾的肯定。
對於較難親近的馬，與其他從者不同願意付出熱情照顧等等與競技無關之事上，可看出相當喜歡馬。由於腳上留下的後遺症，無法負荷大會比賽等級的長時間騎乘，然而騎馬或基本的比賽卻能做得到，因此若是短時間來講，擁有能夠與號稱全校最強的學生會長蘇利亞一戰的實力。
由於出眾的外表，以及有時流露出的紳士風範，在兩性之間都很有人氣。入學兩年都未找到搭檔而陷入了退學危機，然而隨著與少女們的邂逅，一次一次的解決危機，並在這之中發現了自己無法上場比賽的真正原因。最後在某些路線中會再次回歸騎士的志向，並留下優秀的成績。
由於自己本身並沒有馬匹，而時常騎乘一匹名為春風（はるかぜ）的馬。
於夏季大賽中的決賽擔任美樱的從者，但本人說過下次參加大賽就要以騎士的身分出場。
動畫十二集中並未說出原本決定要當誰的從者，在女主角們的逼問下，以還有馬兒在等他為由逃離現場。
希咲美樱
聲：茉田部里依紗／清水愛
生日3月10日，身高157cm，三圍是84（C）/54/83（cm）。
Winford學園二年級生，普通科。
男主角的青梅竹馬，從貴弘到這留學時起就一直認識到現在。
平常在「TARTE TIME」身穿女僕服在打工，很希望貴弘能再以騎士的身分重回賽場上。
夏季大賽中的決賽敗給了蘇利亞學姊。
苏利亚·库玛尼·安特里
聲：川島梨乃／瑞澤溪
生日11月27日，身高168公分，三圍93（G）/56/88（cm）。
興趣是搜集熊的布偶以及洗澡。喜歡匈牙利湯及御好燒。
長矛比武的技術排名為S等級。
學園騎士科的三年級生。作為學生會長，以及國內赫赫有名的安特里公爵家的長女，傲人的美貌及威風凜凜的姿態，對眾人一視同仁的態度，而受到全校學生的尊敬。自幼遵循家訓「騎士便要自強」而勤於練習競技，是在無數的大賽優勝，以及校內比賽二連稱霸的女王。然而去年為止還沒有從者，對於哥哥尤利烏斯曾經的弟子，作為騎士也相當優秀的貴弘，提出從者的邀請。平常是相當威風凜凜的樣子，私底下卻有著收集熊布偶的興趣，一提到相關的話題也會態度一轉而滔滔不絕，自己的房間也擺設了相當多的布偶。
本身即有相當的天份，再加上勤奮不懈的努力而成功的努力型人物，不浪費任何一絲無謂的動作，在比賽中總是瞬間中取勝。
騎乘的馬是自己所飼養的，名字為Licht（リヒト）。
於溫佛德小姐選美大賽、夏季長矛比武中獲得優勝，為校內長矛比武三連霸的女王。
诺埃尔·穆利斯·阿斯科特
聲：島原蘭／中村繪里子
生日9月15日，身高160cm，三圍是86（D）/56/84（cm）。
Winford學園二年級生，騎士科。
侯爵家的大小姐，馬上長矛技術一流，是豪門「阿斯科特侯爵家」的長女，雖然說馬上槍術比賽的技術排名才B而已，但實力卻遠勝過排名。
打算在這次大會中獲得優勝而燃起鬥志。愛馬的名字為Etoile。
夏季大賽的準決賽中敗給了蘇利亞學姊。
丽莎·埃奥斯托雷
聲：夏野冰／田口宏子
生日6月3日，身高147cm，三圍是77（B）/53/80（cm）。
Winford學園一年級生，騎士科。
1年级的新秀，技術高超，等級排名為A。
胸前的戒指為母親的遺物。過去的麗莎是個更為開朗、親近人的女孩，在失去母親這唯一的親人後，因親戚爭奪遺產而沒人為母親的死感到悲傷，使她備受打擊，此後就極力避免與人接觸。
和菲奧娜是好朋友，為了撫慰彼此的傷痕才走到了一起。
雖然才一年級但馬上槍術的技術卻相當了得，是個勝利才是一切的勝利至上主義者。
夏季大賽的八強賽中敗給了茜。
愛馬的名字為Blitz。

### 《More&More》女主角
龍造寺茜
聲：さくらはづき／生天目仁美
生日 10月18日，身高161.8cm，體重46.8kg，三圍86（E）/55/83（cm）。
Winford學園二年級生，騎士科。
貴弘的同班同学，和美樱是挚友。
五歲時接觸長矛比武，產生了一定要成為騎士的想法。
因為個性認真外加對於練習絲毫不懈怠，所以馬上槍術比賽的技術也相當了得，技術排名為A。
貴弘的同班同學，也和他一樣是日本人，非常敬仰、欽佩蘇利亞。
夏季大賽的四強中敗給了蘇利亞學姊。
愛馬的名字為紫苑。
貝爾緹優·阿芙奇瑟
聲：AIRI／柚木涼香
生日 5月11日，身高164.1cm，體重51kg，三圍102（I）/58/96（cm）。
Winford學園二年級生，騎士科。
是豪門阿魯奇賽爾家的千金小姐，馬上槍術比賽的技術排名為B。
個性高傲且嘮叨，但經常替他人著想，因此讓人難以記恨於她。
是名冒失娘，卻出乎意料的擅長料理。
盔甲的下身僅有一條黑蕾絲內褲。
夏季大賽的準決賽中敗給了希咲。
愛馬的名字為白薔薇。
柊木綾子
聲：苺原コズエ／水橋香織
生日 2月3日，身高165.8cm，體重52kg，三圍95（H）/59/92（cm）。
Winford學園的保健老師，貴弘的表姊。
「TARTE TIME」的店長，是能夠理解貴弘的人。

### 次要人物
玲奈·Ｆ·艾華莉
聲：长谷川夏纪／今井麻美
Winford學園三年級生，騎士科，學生會副會長。
蘇利亞的好友，也是麗莎的青梅竹馬。
技術排名為B。
菲奥娜·贝克福德
聲：天野小鳥／千葉千惠巳
和麗莎是同班同学、好朋友，不善言辭。自尊心很强，喜歡以頭腦取勝。
Winford學園一年級生，騎士科。
總是和麗莎一起行動。技術排名為B。
凱爾·Ｌ·歐爾布萊特
聲：川梛瓔／下野紘
Winford學園二年級生，貴弘的好朋友。
詹姆斯·阿斯姆杉
聲：山田葵／飯塚昭三
在Winford學園馬廄照顧馬匹的老年男性。
尤利烏斯·庫瑪尼·安特里
安特里公爵家的下任繼承人，蘇利亞的哥哥。
米蕾優·穆利斯·阿斯科特
聲：宮川夕華／下屋則子
阿斯科特侯爵家次女，諾埃爾的妹妹。小時候由於諾埃爾的疏忽造成腳受傷，更因此得坐輪椅，但並未責怪諾埃爾，反而很支持努力想成為騎士的諾埃爾。
葛雷托福·穆利斯·阿斯科特
聲：聖德太／西村知道
阿斯科特侯爵家當家。因為從商的關係常沒有回家。
東雲
聲：三代真子／米澤圓
Winford學園一年級生。會在馬上長矛比武大會時進行貼身取材與實況報導。
米亞塔
Winford學園一年級生，騎士科。
莎莎美
聲：猫屋敷なつ／千葉千惠巳
莉莎飼養的小貓。
水野貴文
貴弘的爸爸。

### 《More&More》登場人物
龍造寺五月
聲：表參道千代
茜的姐姐，性格活潑外向，經常對茜惡作劇。
龍造寺早苗
聲：沢村かすみ
茜與五月的母親。
龍造寺晃
聲：子太明
茜與五月的父親。神社的神主，擅長劍道。
龍造寺久美
聲：筧良子
茜與五月的祖母。個性嚴格，但也有溫和的一面。

## 工作人员

### 少女騎士物語
- 劇本：北川晴（日语：北川晴）、おるごぅる
- 角色设计、原画：こもりけい
- SD原畫：ひづき夜宵（日语：ひづき夜宵）

### More&More
- 劇本：北川晴、他
- 原畫：こもりけい、ひづき夜宵

### Re:tell
- 劇本：たにかわたかみ、leimonZ
- 角色設計：こもりけい
- 原畫：ひづき夜宵

### Re:tell II
- 劇本：leimonZ、三根崎優介
- 角色設計：こもりけい
- 原畫：こもりけい、ひづき夜宵

## 主題曲

### 少女騎士物語
片頭曲「本の勇気に変わるまで」
作曲・編曲：東タカゴー / 作詞・歌：橋本美雪
插入曲1「Shooting the future」
作曲・編曲：東タカゴー / 作詞・歌：佐咲紗花
插入曲2「Mind Squall」
作曲・編曲：齋藤悠弥 / 作詞・歌：佐咲紗花
片尾曲「希望の星〜HERO〜」
作曲・編曲：田辺トシノ / 作詞・歌：橋本美雪

### More&More
片頭曲「Paint A Future」
作詞：SugarLover / 作曲・編曲：宝野聡史 / 歌：NANA (歌手)
插入曲「My Spring」
作詞：SugarLover / 作曲・編曲：皆見アキヒト / 歌：しほり
片尾曲「コイノウタ」
作詞：SugarLover / 作曲・編曲：齋藤悠弥 / 歌：しほり

### Re:tell
片頭曲「Melty Heart」
作曲・編曲：宝野聡史 / 作詞：SugarLover / 歌：Daisy×Daisy

### Re:tellⅡ
片頭曲「Cherish」
作曲・編曲：宝野聡史 / 作詞：MiKA / 歌：MiKA

## 電視動畫
電視動畫以《Walkure Romanze》為名，於2013年10月6日深夜時段播放。

### 製作人員
- 原作：Ricotta
- 監督：山本裕介
- 系列構成：筆安一幸
- 角色設計：桂憲一郎
- 馬設定：岸田隆宏
- 主動畫師：入江篤
- 美術監督：吉原俊一郎
- 美術設定：金城沙綾
- 色彩設計：藤木由香里
- 音樂：Lantis
- 動畫製作：8bit
- 製作：Walkure Romanze製作委員會

### 主題曲
片頭曲「UN-DELAYED」
作詞：畑亞貴，作曲：fandelmale，編曲：fandelmale、酒井拓也，主唱：橋本美雪
片尾曲「MoonRise Romance」
作詞：，作曲、編曲：山田祐輔，主唱：麻生夏子

### 各話列表
| 話數     | 日文標題             | 中文標題                          | 劇本     | 分鏡     | 演出       | 作畫監督                                  |
| -------- | -------------------- | --------------------------------- | -------- | -------- | ---------- | ----------------------------------------- |
| 第一話   | ―Immature Knights    | 櫻之園―Immature Knights           | 筆安一幸 | 山本裕介 | 水本葉月   | 高田晃、村田峻治 大河原晴男、田中誠樹     |
| 第二話   | ―Common Maiden       | 美櫻的試練―Common Maiden          | 筆安一幸 | 阿保孝雄 | 小野田雄亮 | 津熊健德、山村俊了 關口雅浩               |
| 第三話   | ―Victory or Defeat   | 決鬥的早晨―Victory or Defeat      | 筆安一幸 | 吉田泰三 | 森義博     | 實原登、鐮田鈞 山村俊了                   |
| 第四話   | ―Pride               | 騎士的資格―Pride                  | 本田雅也 | 星野真   | 星野真     | 近藤源一郎 滿若高代                       |
| 第五話   | ―Tea Time            | 脫下鎧甲的少女們―Tea Time         | 筆安一幸 | 京極尚彥 | 京極尚彥   | 山中正博                                  |
| 第六話   | ―Trouble with T.M    | 海倫茲席爾的假日―Trouble with T.M | 筆安一幸 | 大野和壽 | 大野和壽   | 山田裕子、實原登 猿渡聖加                 |
| 第七話   | ―Legendary Knight    | 在風車之下―Legendary Knight       | 本田雅也 | 吉田泰三 | 松田清     | 鈴木俊二、山村俊了 津熊健德               |
| 第八話   | ―Heartache           | 向流星許願―Heartache              | 筆安一幸 | 阿保孝雄 | 淺見松雄   | 猿渡聖加、山內則康 實原登、鐮田鈞         |
| 第九話   | ―Bottom Of The Skirt | 少女們的祭典―Bottom Of The Skirt  | 本田雅也 | 水本葉月 | 水本葉月   | 關口雅浩                                  |
| 第十話   | ―Close Fights        | 激鬥―Close Fights                 | 筆安一幸 | 喜多幡徹 | 喜多幡徹   | 近藤源一郎、鳥山冬美 佐藤真里耶、福島豐明 |
| 第十一話 | ―Stand Up!           | 勝利的走向―Stand Up!              | 筆安一幸 | 阿部記之 | 倉谷涼一   | 橫田和彥                                  |
| 第十二話 | ―In The End          | 在夏天的終結―In The End           | 筆安一幸 | 吉田泰三 | 小野田雄亮 | 山中正博、鈴木俊二 山田裕子               |

### 播放電視台
日本深夜動畫：下文記載的日本国内播放時間使用日本標準時間（UTC+9）表示。因為部分時間标识會採用30小时制，因此請留意这类超过24:00的时间，其實際播放時間為翌日清晨。
| 播放地區 | 播放電視台 | 播放日期                | 播放時間                  | 所屬聯播網 | 備註   |
| -------- | ---------- | ----------------------- | ------------------------- | ---------- | ------ |
| 東京都   | TOKYO MX   | 2013年10月6日－12月22日 | 星期日 24時30分－25時00分 | 獨立UHF局  |        |
| 兵庫縣   | SUN電視台  | 2013年10月7日－12月23日 | 星期一 24時30分－25時00分 | 獨立UHF局  |        |
| 日本全國 | AT-X       | 2013年10月8日－12月24日 | 星期二 20時30分－21時00分 | 衛星電視   | 有重播 |
| 京都府   | KBS京都    | 2013年10月9日－12月25日 | 星期三 25時00分－25時30分 | 獨立UHF局  |        |
| 愛知縣   | 愛知電視台 | 2013年10月9日－12月25日 | 星期三 27時05分－27時35分 | 東京電視網 |        |

## 影響
《Walkure Romanze 少女騎士物語》獲得「Getchu.com美少女遊戲大賞2011」綜合部門第20名、繪圖部門第一名、色情部門第二名。
《Walkure Romanze More&More》獲得「Getchu.com美少女遊戲大賞2013」綜合部門第20名、繪圖部門第四名、角色部門-龍造寺茜第16名、色情部門第五名。
《Walkure Romanze Re:tell》獲得「萌えゲーアワード2014」廉價賞的金獎。